# Oba (jefe)

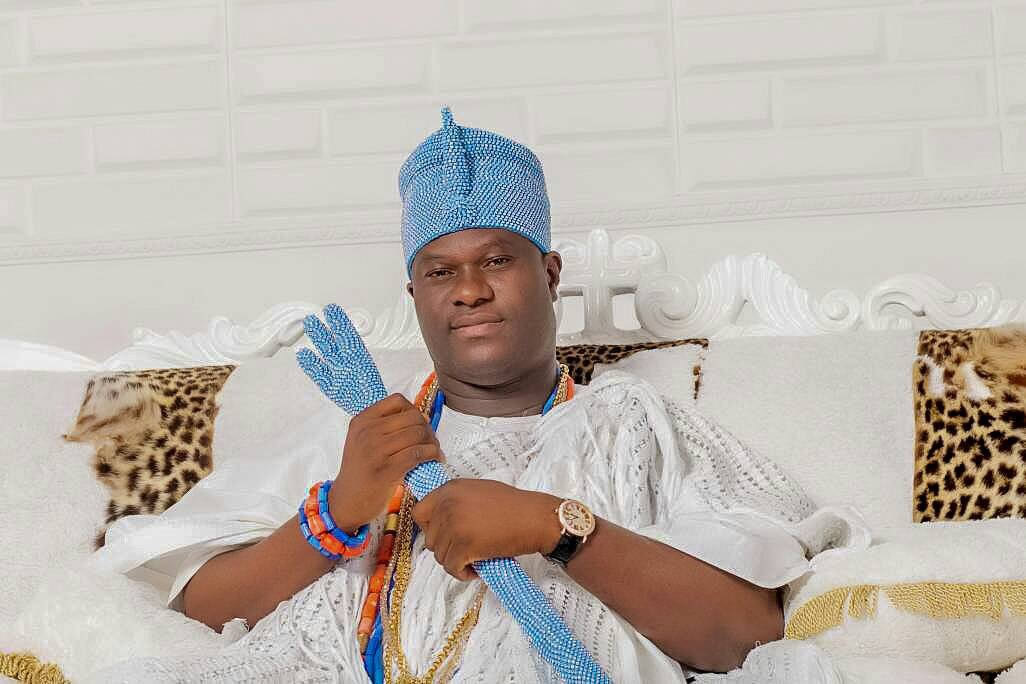
Oba Adeyeye Enitan Ogunwusi Ojaja II, actual Ooni (gobernante tradicional) del reino yoruba de Ile-Ife desde 2015.

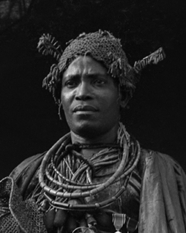
Oba Akenzua II (1935), Oba de Benín

El Oba es el máximo gobernante en las culturas yoruba y bini, de la Guinea africana (Nigeria, Togo y Benín). También se usa Oba como tratamiento honorífico antes del nombre del dirigente, por ejemplo, Oba Ewuare II, Oba de Benín (bini), Oba Ogunwusi de Ile-Ife (yoruba), Oba Adeyemi III de Oyo (yoruba) o Oba Akiolu de Lagos (yoruba). 
Se distingue del título Oloye, usado de manera similar por los titulares subordinados en el contemporáneo sistema de cacicazgos yoruba.

## Títulos aristocráticos yorubas
En el sistema de cacicazgos yoruba existen cuatro rangos aristocráticos: jefatura real, jefatura noble, jefatura religiosa y jefatura común. El rango real recae sobre los Obas, quienes ocupan el ápice de la jerarquía y de ellos emana el honor de todo el sistema (fons honorum). En su mismo rango se encuentran las familias reales o de la misma dinastía. Los tres otros rangos equivalen a la nobleza, y su membresía tradicionalmente se otorga a los consejos consejos, sectas y gremios (como el Ogboni), quienes supervisan la administración diaria de los estados tradicionales yoruba y están dirigidos por los iwarefas, los arabas y los ancianos titulados de las familias constituyentes de los reinos.

## Oba

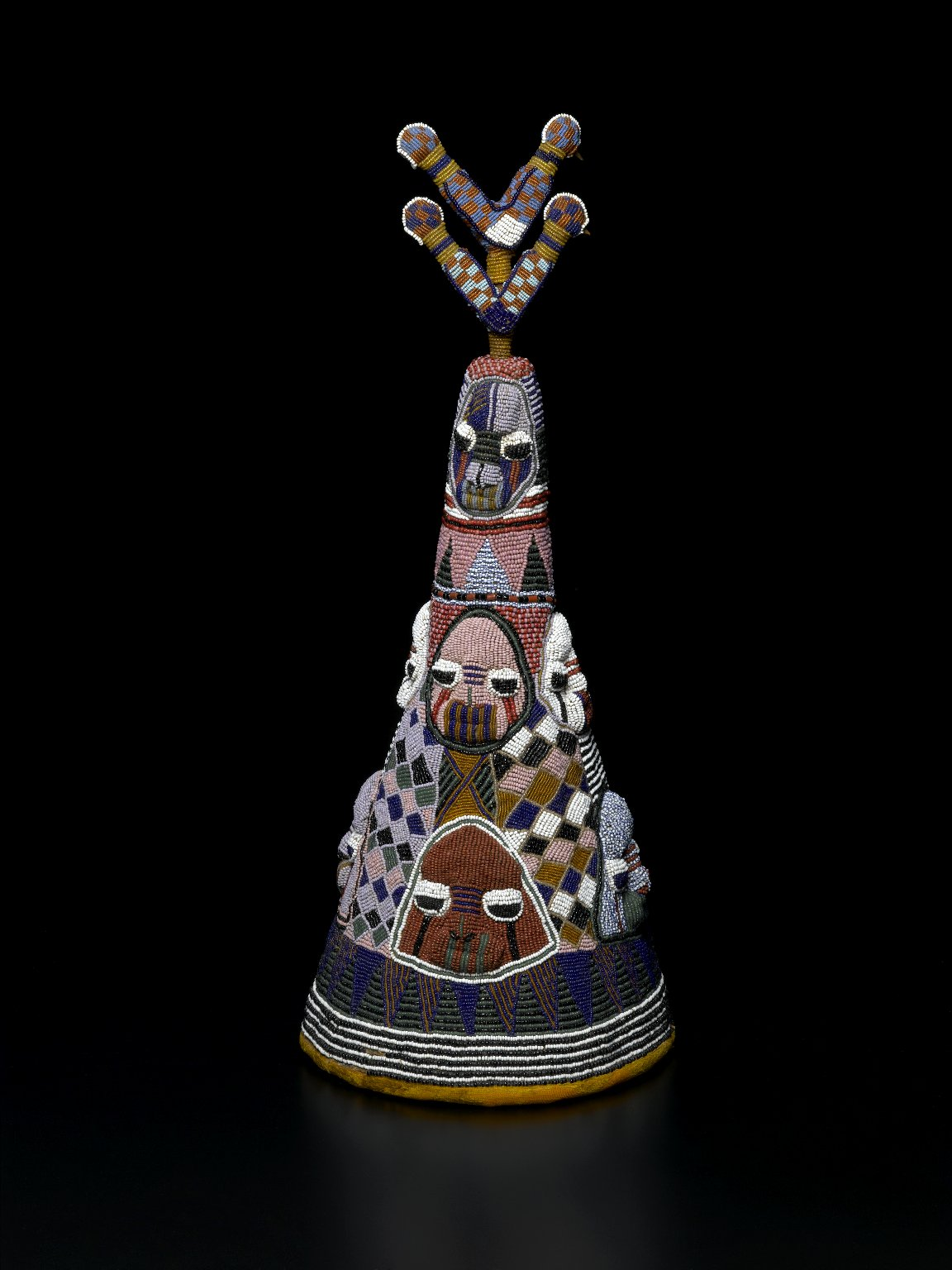
Corona de cuentas «Ade» del rey Onijagbo Obasoro Alowolodu, Ogoga de Ikere.

Hay dos tipos diferentes de monarcas yoruba: los reyes de los clanes yoruba, que a menudo son simplemente redes de ciudades relacionadas —por ejemplo, la Oba de Egba tiene el título de «Alake de Egba» porque su sede ancestral es la ciudad de Abeokuta, en la tierra tradicional de Ake, de ahí el título Alake, que en lengua yoruba significa «el hombre de Ake», mientras que el Oba de Oyo tiene el título de Alaafin, que significa «el hombre de palacio»— y los reyes de pueblos yoruba, como el de Iwo, una ciudad en el estado de Osun, que lleva el título «Olu'wo» (abreviado de Olu Iwo, «señor de Iwo»).
Las ciudades de primera generación de la patria yoruba (Yorubalandia, que abarca partes de Benín, Nigeria y Togo), son aquellas con Obas que generalmente usan coronas de cuentas; Los gobernantes de muchos de los asentamientos de segunda generación también son a menudo Obas. Los que quedan y los de la tercera generación tienden a estar encabezados solo por los titulares del título Baale («jefe del clan»), que no llevan coronas y que son virreyes.

## Oloye y otros títulos
Todos los miembros subordinados de la aristocracia yoruba, tanto los titulares tradicionales como los honorarios, usan el tratamiento Oloye (literalmente «dueño de un título», también aparece escrito a menudo como Ijoye), de la misma manera que los monarcas usan Oba. También es utilizado a menudo por príncipes y princesas en situaciones coloquiales, aunque el título que más comúnmente se les atribuye oficialmente es Omoba («hijo de Oba», a veces también Omo'ba, Omooba u Omo-Oba). Las esposas de reyes, príncipes y jefes de ascendencia real usualmente usan el título Olori (el equivalente yoruba a la Princesa Consorte, también escrito como Oloori), aunque algunas de las esposas de los gobernantes dinásticos prefieren ser llamadas Ayaba, el equivalente a Reina Consorte. Las esposas de los jefes no-reales, cuando son titulares por derecho propio, tienden a usar el honorífico Iyaloye («dama poseedora de título») en calidad de jefas casadas.

## La corona del Oba
La corona bordada con cuentas con un velo de cuentas es el principal atributo del Oba, y simboliza las aspiraciones de una civilización al más alto nivel de autoridad. En su artículo seminal sobre el tema, el historiador estadounidense Robert Farris Thompson escribe: «La corona encarna la intuición de la fuerza ancestral real, la revelación de una gran visión moral en la persona del rey y el brillo de la experiencia estética».

## Deberes reales

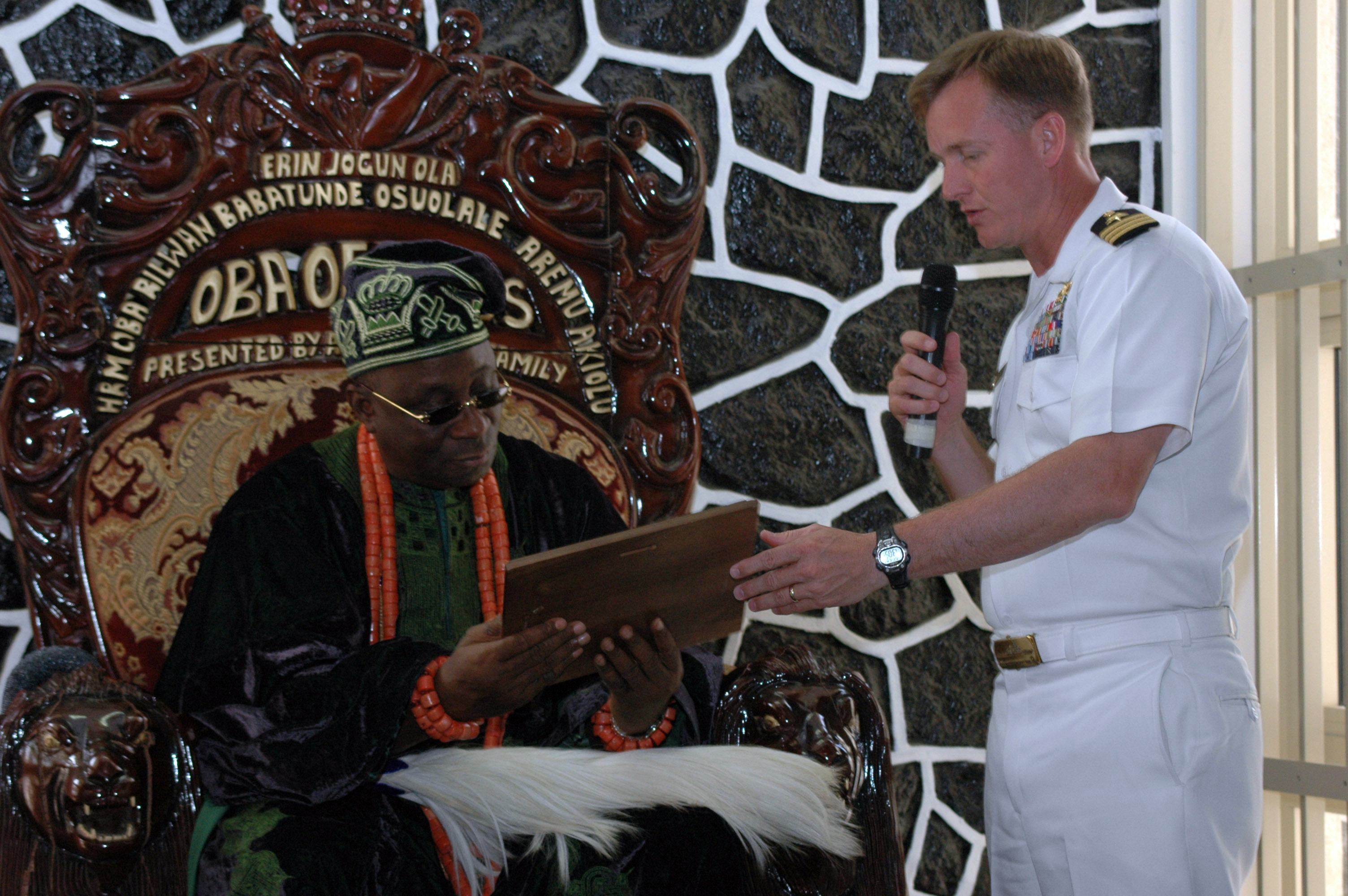
Junio 2006, el comandante delUSS Barry Jeffrey Wolstenholme, regala a Rilwan Akiolu, el Oba de Lagos, una placa del barco durante su visita a Nigeria.

El papel de la oba ha disminuido con la llegada de las instituciones coloniales y democráticas. Sin embargo, un evento que aún tiene prestigio simbólico y capital es el de la toma de posesión y la adjudicación de títulos. Esto se remonta a la era de los jefes guerreros de Oyo y los funcionarios del palacio en el período medieval, cuando individuos poderosos de variada ascendencia tenían títulos prominentes en el imperio. En Yorubalandia, como en muchas otras áreas de Benín, Nigeria y Togo, los títulos de jefatura se otorgan principalmente a hombres y mujeres exitosos dentro de un determinado territorio subseccional, aunque no es extraño que una persona de otro lugar reciba uno. Los títulos también actúan como un capital simbólico que puede usarse para ganar el favor cuando lo desea la persona que los otorgó, y a veces viceversa. Durante cualquiera de las ceremonias tradicionales de investidura para los jefes designados, los yoruba consideran al Oba como el principal centro de atención, prevaleciendo incluso sobre los miembros de los gobiernos oficiales de cualquiera de los tres países si están presentes. Mientras lidera la procesión de nominados en un estrado especialmente bordado frente a una audiencia más amplia de invitados y simpatizantes, se producen festividades de todo tipo con el acompañamiento de la batería tradicional. Los emblemas se entregan según la antigüedad, y se elabora la onerosa tapicería que usan los Oba y los jefes. La mayoría de las actividades están cubiertas por los medios de comunicación locales e ingresan al dominio público a partir de entonces. Solo las iniciaciones secretas para los jefes tradicionales del rango más alto se mantienen en secreto de todos los ajenos. Ceremonias como esta, y el proceso de selección y mantenimiento de redes de jefes, son dos de las principales fuentes de poder para la realeza contemporánea de África occidental.

## Deberes sacerdotales
Como gobernante sagrado, los yoruba consideran tradicionalmente al Oba como el principal sacerdote de oficio de todas las sectas Orisha en su dominio. Aunque la mayoría de las funciones diarias de esta posición se delegan en la práctica a figuras como los arabas, ciertos ritos tradicionales de la religión yoruba solo pueden ser realizados por el Oba, y es por esta razón  a menudo se considera que los titulares son líderes religiosos además de monarcas político-ceremoniales.